# Chodník

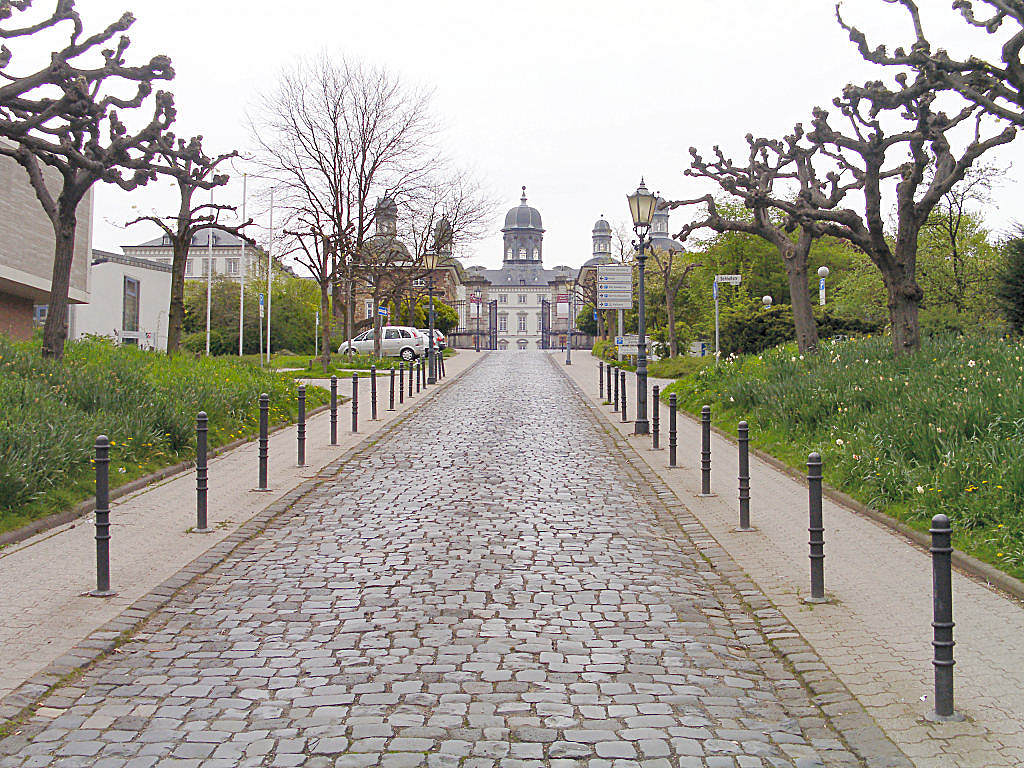
Chodníky lemují ulici. Komunikace k zámku Bensberg v německém Severním Porýní-Vestfálsku

Chodník je část pozemní komunikace nebo samostatná pozemní komunikace, která slouží chodcům k přesunu po délce komunikace. Chodníkem zpravidla bývají vybaveny místní komunikace, případně průjezdní úseky silnic, v zastavěných částech obcí, a to buď po jedné nebo po obou stranách. Rozlišuje se veřejný chodník a nouzový chodník (na dálnicích, rychlostních silnicích a dalších komunikacích se zákazem vstupu chodců). 
Někdy se jako chodníky nazývají i stezky v nezastavěné krajině, zvláště v oblastech ovlivněných slovenštinou. Chodník je také častý a důležitý prvek zahradní architektury používaný v sadovnické tvorbě.

## Stavební provedení

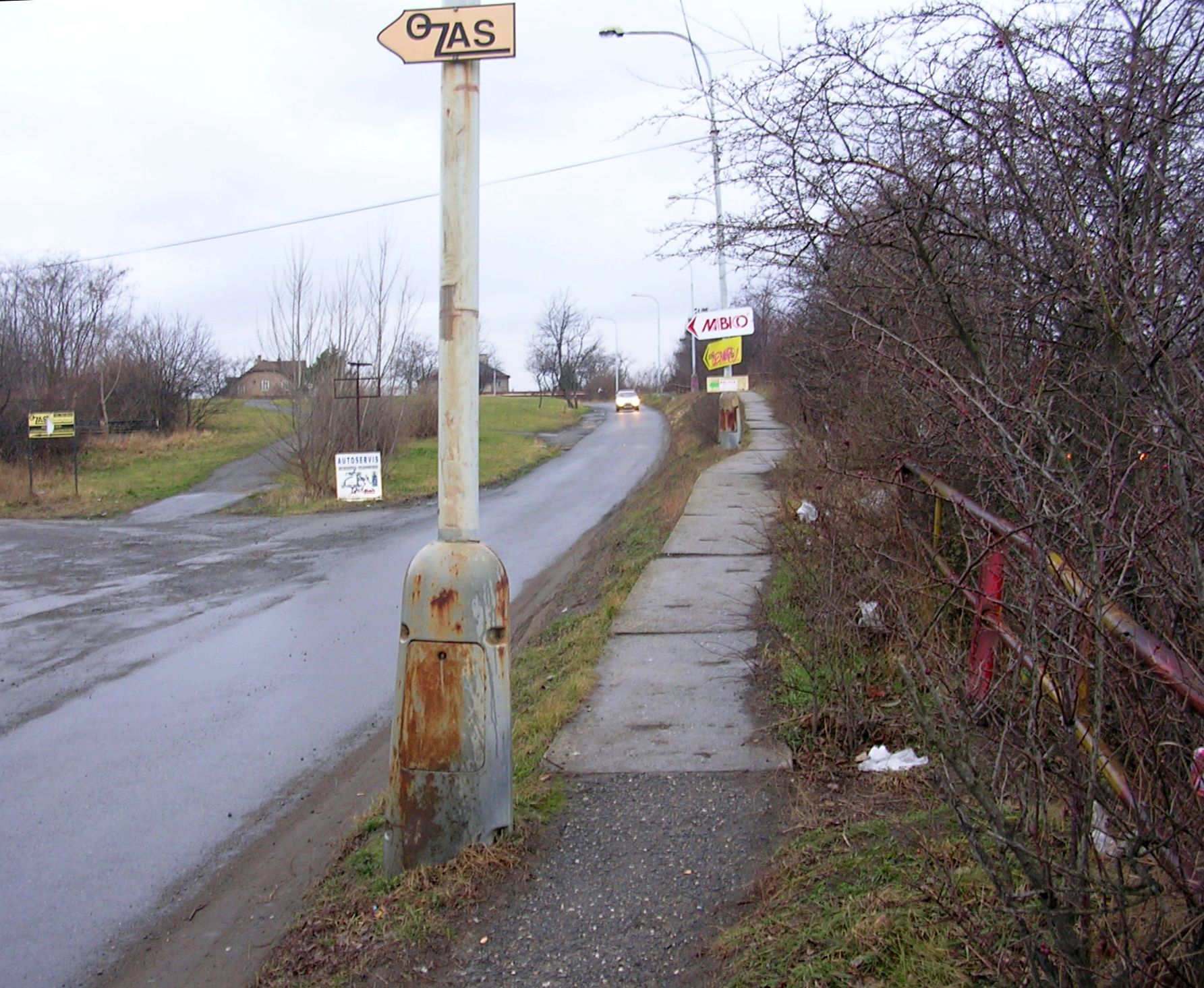
Nestandardní zvýšený panelový chodník v pražských Strašnicích, ulice U Trati (k někdejší Kolonii strojvůdců)

Povrch chodníku je nejčastěji tvořen asfaltem, dlažebními kostkami, klasickou, mozaikovou betonovou či zahradní dlažbou nebo jinými materiály zpevňující povrch.
Jednotlivá města mohou mít svůj specifický typ povrchu chodníků, který využívají dlouhodobě především v historických čtvrtích. Takovým povrchem je v Česku například zdobná pražská mozaika či plzeňská deska.
Chodník bývá oproti vozovce zvýšen a od vozovky je chodník oddělen obrubníkem ve výškové úrovni chodníku. V místech se silným provozem vozidel, úzkých chodníků a u východů z budov, zejména škol, se chodník od vozovky může oddělovat i zábradlím nebo sloupky. Kryté zábradlí může sloužit také jako ochrana před znečištěním chodců nečistotami rozstřikovanými koly vozidel.
Na vnější straně komunikace chodník obvykle přiléhá k budovám, plotům, zdem nebo zeleni. Od zeleně (nejčastěji trávníku) bývá rovněž oddělen obrubníkem, jeho provedení bývá různé. Na mostech, náspech, podél svahů a v podobných místech bývá chodník chráněn zábradlím na vnější straně.
Někdy bývá na chodníku umístěno stromořadí, prodejní stánky, lavičky, odpadkové koše, zpravidla sloupy veřejného osvětlení, zastávkové sloupky, dopravní značky platné pro přilehlou vozovku a podobně.
Specifickou součástí povrchu chodníku jsou v mnoha evropských zemích včetně ČR tzv. Stolpersteine (kameny zmizelých), vsazované před vstupy do domů, kde bydlely oběti nacistického režimu.

## Chodníky v Česku

### Právní postavení chodníků v české legislativě
Podle § 12 odst. 4 zákona č. 13/1997 Sb., o pozemních komunikacích, jsou přilehlé chodníky, chodníky pod podloubími, podchody a zařízení pro zajištění a zabezpečení přechodů pro chodce součástí místních komunikací, pokud nejsou samostatnými místními komunikacemi. Proto je jejich vlastníkem vždy obec. Formulace zákona ale vnáší nejasno ohledně chodníků přilehlých k silnicím nebo účelovým komunikacím.
Podle § 34 Zákona č. 128/2000 Sb., o obcích, jsou veřejně přístupné chodníky veřejným prostranstvím bez ohledu na to, komu patří. Podle § 4 odst. 2 zákona č. 565/1990 Sb., o místních poplatcích, může obec požadovat poplatek za tzv. zvláštní užívání veřejného prostranství, a to i tehdy, není-li chodník v jejím vlastnictví. Nález Ústavního soudu publikovaný pod č. 211/2005 Sb. tuto skutečnost potvrdil, vyslovil však názor, že poplatek by neměla obec požadovat od vlastníka chodníku (například za umístění reklamy).

### Využívání dle české legislativy
Chodník není v Pravidlech silničního provozu (zákon č. 361/2000 Sb.) výslovně definován. Ve vyhlášce 100/1975 Sb. byl definován v § 7 odst. 12 jako „komunikace v obci určená především pro chodce, oddělená od silnice výškově nebo jiným způsobem“. Ve vyhlášce 99/1989 Sb. byl definován v § 2 bod 6 jako „pozemní komunikace určená především pro chodce, která je zpravidla oddělena od vozovky výškově nebo jiným způsobem“. Do zákona č. 361/2000 Sb. nebyla žádná definice chodníku převzata. 
Způsob chůze po pozemní komunikaci stanoví § 53 Zákona o silničním provozu. Chodec musí užívat přednostně chodníku nebo stezky pro chodce. Osoba pohybující se na lyžích, kolečkových bruslích nebo obdobném sportovním vybavení nesmí na chodníku nebo na stezce pro chodce ohrozit ostatní chodce. Má-li komunikace více chodníků, není stanoveno, kterého chodníku má chodec užít. V současné době není ani stanoveno, po které straně chodníku je chodec povinen jít – podle vyhlášek 141/1960 Sb., 80/1966 Sb., 100/1975 Sb. a 99/1989 Sb. platilo, že po chodníku se chodí vpravo, zákon č. 361/2000 Sb. toto ustanovení nepřevzal a stranu chodníku pro chůzi nestanoví. Pokud však chodníku užije organizovaný útvar chodců, musí jít vpravo a nejvýše ve dvojstupu.
Levé krajnice a není-li to možné, pak levého okraje vozovky, může chodec použít tam, kde není chodník nebo je neschůdný, popřípadě nese-li chodec předmět, kterým by mohl ohrozit ostatní chodce, a v některých dalších případech (ruční nebo invalidní vozík, organizovaný útvar chodců a podobně). Na krajnici nebo při okraji vozovky mohou jít nejvýše dva chodci vedle sebe, v nebezpečných úsecích nebo obdobích pouze za sebou.
Jiní účastníci provozu na pozemních komunikacích než chodci nesmějí chodníku užívat, pokud není v Zákoně o provozu na pozemních komunikacích stanoveno jinak. (§ 53 odst. 2 „Zákona o provozu na pozemních komunikacích“)
Někdy bývá dopravní značkou zčásti nebo zcela na chodníku povoleno parkování – ani v takovém případě však na chodníku nesmí stát vozidlo o celkové hmotnosti převyšující 3500 kg, jednonápravový traktor, motorový ruční vozík a pracovní stroj samojízdný.
Chodník může být také označen jako stezka pro chodce a cyklisty, přičemž použitá varianta svislé dopravní značky a vodorovné dopravní značení určují, zda jsou pro chodce a cyklisty vyhrazeny oddělené pruhy nebo zda je jim určena celá šířka chodníku. Variantně je možné chodník označit jako stezku pro chodce s povoleným vjezdem jízdních kol, která vjezd na chodník cyklistům umožňuje, ale vybavuje je zde menšími právy oproti chodcům. § 58 odst. 2 Zákona o provozu na pozemních komunikacích nepřímo povoluje po chodníku jízdu dětem mladším 10 let, a to i bez dohledu osoby starší 15 let.
Povinnost zajistit schůdnost chodníku přísluší jeho vlastníkovi.
Do roku 2009 platila pro majitele nemovitosti přilehlé k chodníku povinnost zajistit schůdnost chodníku, od novelizace příslušného zákona je tato povinnost přenesena zcela na majitele chodníku (typicky město či obec).

### Technické požadavky na chodník dle českých norem
Základní technickou normou obsahující požadavky na chodníky je ČSN 73 6110 Projektování místních komunikací, jejíž nejnovější verze vyšla v lednu 2006.
Mnohé technické požadavky na chodníky obsahuje vyhláška č. 398/2009 Sb., o obecných technických požadavcích zabezpečujících bezbariérové užívání staveb. (Zrušena Stavebním zákonem – Zákon č. 283/2021 Sb. https://www.zakonyprolidi.cz/cs/2021-283.)
Chodníky musí být široké nejméně 1500 mm. Překážky na komunikacích pro pěší, zejména stožáry veřejného osvětlení, dopravní značky, stromy, telefonní automaty musí být osazeny tak, aby byl zachován průchozí profil šířky nejméně 1500 mm, tuto hodnotu lze snížit až na 900 mm u technického vybavení komunikací a svislého dopravního značení.
Povrch chodníků, schodišť, šikmých ramp a podlah vnitřních komunikací musí být rovný, pevný a upravený proti skluzu. Hodnota součinitele smykového tření musí být nejméně 0,6, u šikmých ramp pak 0,6 + tg α, kde α je úhel sklonu rampy.
Chodníky smí mít podélný sklon nejvýše 1:12 (8,33 %) a příčný sklon nejvýše 1:50 (2,0 %). Na úsecích s podélným sklonem větším než 1:20 (5,0 %) a delších než 200 m musí být zřízena odpočívadla.
Chodníky v místech přechodů musí mít snížený obrubník na výškový rozdíl 20 mm oproti vozovce a musí být opatřeny signálními pásy spojujícími varovné pásy (umístěnými po délce sníženého obrubníku) s vodicími liniemi. Komunikace pro pěší musí být řešeny tak, aby byla důsledně dodržena vodicí linie pro zrakově postižené osoby. Jako umělou vodicí linii, chybí-li přirozená, a na rozhraní s pásem pro cyklisty se zřizuje hmatný pás. Přerušení přirozené vodicí linie v délce větší než 8000 mm musí být doplněno vodicí linií umělou.
Jednotlivá města mohou mít specifické požadavky na technické řešení chodníků dále specifikující základní požadavky dané normami. Typickým příkladem jsou například požadavky stanovené v Manuálu tvorby veřejných prostranství hlavního města Prahy.